# Ukerewe
Ukerewe (Swahili; Kerewe-Sprache: Bukerebe) ist eine Insel am Südufer des ostafrikanischen Victoriasees nahe der Stadt Mwanza und gehört zu Tansania. Die mit 496 Quadratkilometer (530 Quadratkilometer) größte Binneninsel Afrikas ist die Hauptinsel des 640 Quadratkilometer Landfläche großen Ukerewe Distrikts, einem der acht Distrikte der Region Mwanza, zu dem auch die nördlich gelegene Insel Ukara und kleinere Nachbarinseln gehören. Beim Zensus 2002 betrug die Einwohnerzahl im Distrikt 261.944.

## Geschichte

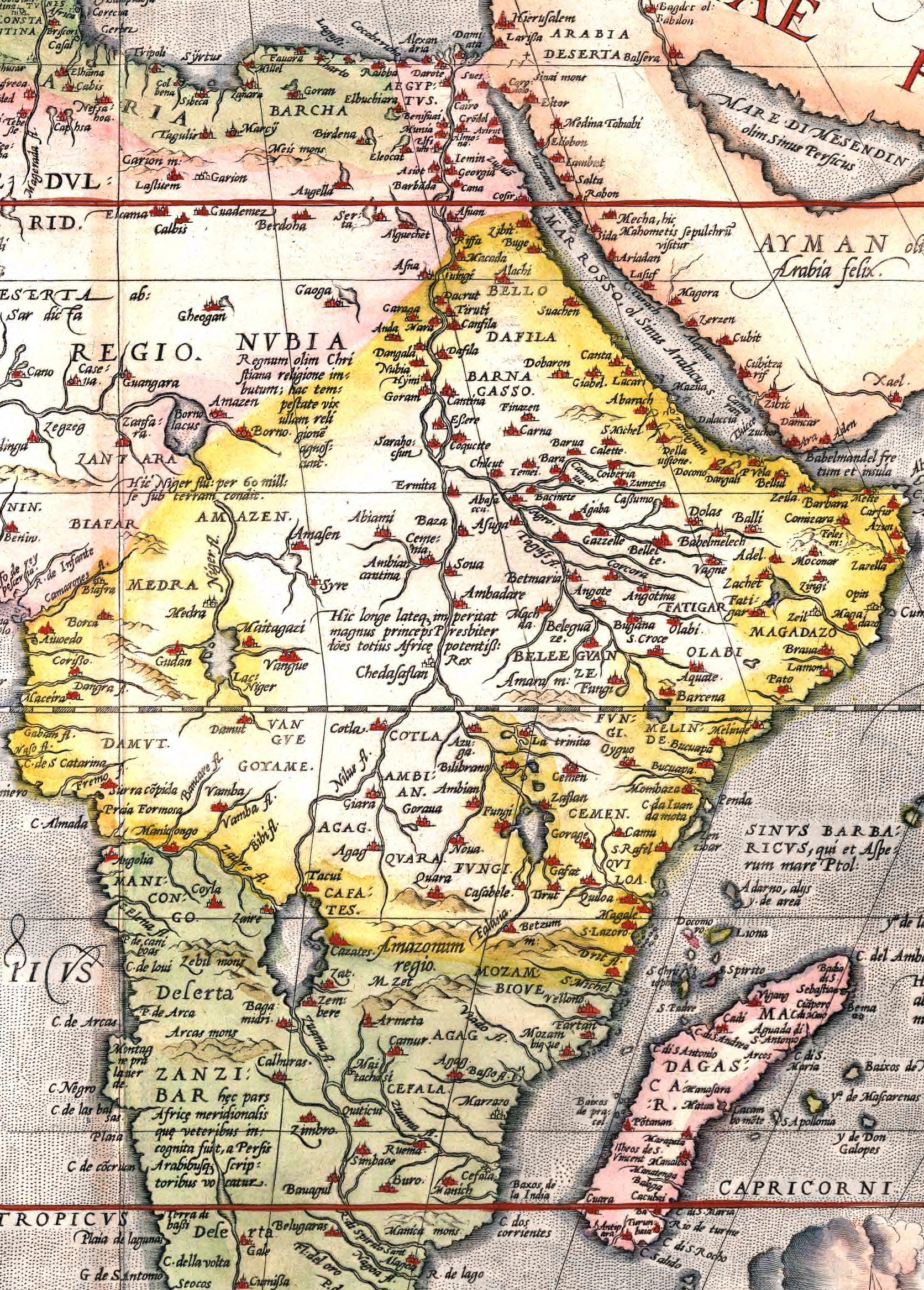
Afrika-Karte von Abraham Ortelius: Der Nil entfließt zwei zentralen Seen, deren westlichem auch Sambesi und Kongo entströmen.

Ab dem 16. Jahrhundert siedelte sich das aus dem Gebiet Bahr al Ghazal im heutigen Südsudan ausgewanderte nilotische Volk der Luo auch am Südufer des Victoriasees an, wo sie auf eine ältere Bantu-Bevölkerung trafen. Von exportierendem Sklavenhandel und der Jagd nach Elfenbein wurde die Gegend weitgehend verschont. Auf dem Weg dorthin, von Osten kommend, waren und sind weite Gebiete durch Tsetsefliegen verseucht, die die Schlafkrankheit übertragen. Deswegen, und weil alle Bestrebungen seit der Antike, die Nilquellen zu finden, erfolglos waren, – Expeditionen von Norden scheiterten am Sudd – war über den Victoriasee in Europa bis zur Mitte des 19. Jahrhunderts nichts Genaues bekannt, wiewohl frühe arabische wie europäische Karten Afrikas den Nil – und andere große Flüsse des Kontinents in einem großen See im Binnenland entspringen lassen. Erst mit dem Anstieg des Elfenbeinpreises ab Anfang des 19. Jahrhunderts drangen arabische Händler von der ostafrikanischen Küste verstärkt ins Landesinnere vor.
John Hanning Speke war 1857 zusammen mit Richard Francis Burton aufgebrochen, um die Nilquelle zu finden. Im Februar 1858 gelangten sie auf einer dieser arabischen Elfenbein-Handelsrouten an den Tanganjikasee. Nach ihrer Trennung konnte sich Speke einer Karawane anschließen und kam im August 1858 an das Südufer des, von Arabern so bezeichneten, Ukerewesees und zur gleichnamigen Insel. Er verstand den See als Quelle des Nils und gab ihm in einer ersten Reaktion den Namen seiner Königin Victoria.
Henry Morton Stanley wollte die Behauptung, dass der See die Nilquelle sei, bestätigen und umsegelte ihn deshalb 1875. Ausgangspunkt war Ukerewe. Um dem damaligen Omukama Lukonge (?–1895) Mithilfe beim Bau der Boote abzuringen, musste Stanley ihm erklären, wie Menschen in Löwen zu verwandeln seien (Stanley bezweifelte das Gelingen). Das nächste Mal kam Stanley auf seiner verlustreichen Expedition zur Befreiung Emin Paschas, die im März 1887 von der Kongomündung aus gestartet war, auf dem Rückweg Richtung Ostküste zusammen mit Emin Pascha im September 1889 an den Victoriasee und nach Ukerewe. Stanley berichtete diesmal, dass Ukerewe wegen des trocken liegenden Rugezikanals im Osten keine Insel mehr sei.
1891 untersuchte der Missionar Dermott die Insel. Er fand den Rugezikanal nicht schiffbar. Im selben Jahr wurde das Südufer des Victoriasees, nach einem ersten Vertrag zwischen Briten und Deutschen 1886, zum Deutsch-Ostafrikanischen Schutzgebiet erklärt.
1882 erreichte Oskar Baumanns Expedition nach einem Marsch durch das Massai-Gebiet Ukerewe. In seiner Reisebeschreibung schildert er den Versuch, vom „Häuptling“ Lukonge (auch Rukonge) im Ort Bukindo eine sakrale, 1,40 Meter große Holzfigur zu erwerben. Die Figur war Zeichen von Lukonges Macht als Herrscher und wurde nur ranghohen Kerewe und Besuchern gezeigt, ein gütlicher Erwerb war somit ausgeschlossen. Einem Aufstand Lukonges gegen die Deutschen, der als Angriff gegen die französisch-katholische Mission auf der Insel gestartet worden war, folgte 1895 eine militärische Strafaktion des Stationschefs von Mwanza, Leutnant von Kalben, und die Konfiszierung der Skulptur. Als Trophäe des Sieges über den Unglauben wurde sie danach bei einer Missionsstation aufgestellt und von den Katechisten in einer Art ritualisierter Verachtung mit Stöcken geschlagen. 1898 kam die Figur beschädigt in einer Sammlung Ethnographica ins Berliner Völkerkundemuseum. Es gab mehrere Missionsstationen zu der Zeit auf der Insel. Im Dorf Kagunguli sind die erste Kirche von 1898, Gräber einiger Missionare, das Grab des letzten Königs Ruhumbika und dasjenige von Aniceti Kitereza (s. u. „Belletristik“) zu besichtigen.

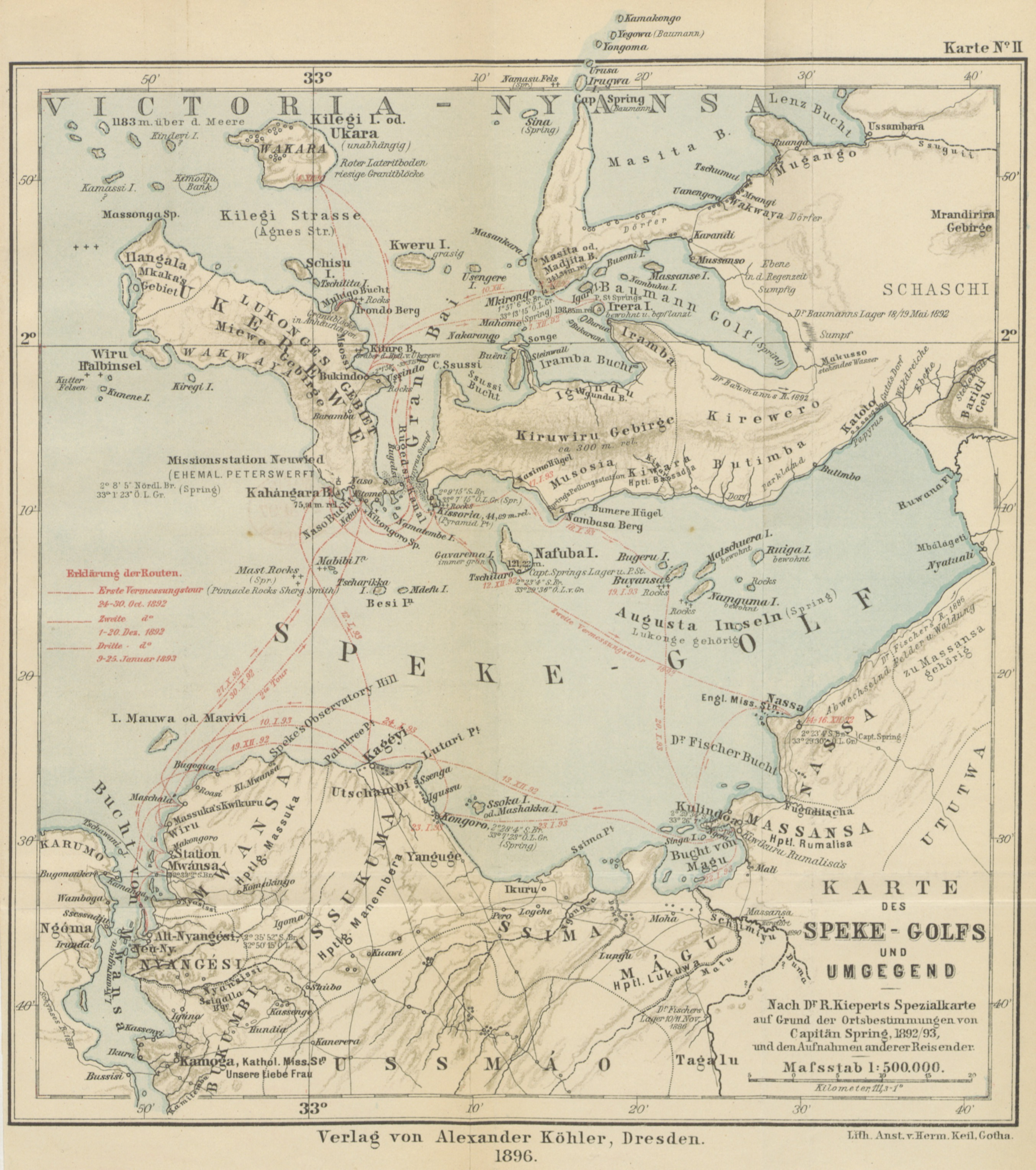
Südöstlicher Victoriasee mit Ukerewe oben links (deutsche Karte von 1896)

Ebenfalls 1892 wurden weitere deutsche Expeditionen an den Victoriasee geschickt, die diesen nur mühsam erreichten, vorgeblich mit dem alleinigen Ziel, dort die Sklaverei zu bekämpfen. Im Südosten von Ukerewe wurde eine „Station Peterswerft“ gegründet, in der Nachbarschaft die katholische Missionsstation „Neuwied“. Mit enormem Aufwand (zwei Karawanen mit je 1000 Trägern) wurde 1892 versucht, von der Küste einen zerlegten Stahldampfer nach dorthin zu transportieren. Das Unternehmen blieb wegen Geldmangel erfolglos, obwohl in Deutschland sogar „Antisklaverei-Lose“ verkauft worden waren. Ein deutsches Fort in Hamyebe, von dem aus 1904–1910 der See kontrolliert wurde, liegt in Ruinen. Im Jahr 1915 kam es am Victoriasee wiederholt zu Kämpfen zwischen Briten und der deutschen Schutztruppe. Mit einem Angriff zu Wasser der britischen Baganda Rifles auf die Insel Ukerewe begann 1916 der etappenweise Rückzug nach Süden. Am 9. und 10. Juni 1916 wurde Ukerewe von den Briten eingenommen, da die Insel durch die schwache deutsche Besatzung nicht gehalten werden konnte.
Die Namen der Herrscher (Titel Omukama) im Kleinstaat der Bukerewe (auch Bukerebe) werden erst mit Lukonge datierbar. Nach seinem Tod regierte Kahana Mukaka 1895–1907. Für seinen Nachfolger und letzten Herrscher auf Ukerewe, Gabriel Kaseza Ruhumbika († 1938), wurde 1928 von einem italienischen Architekten im Kolonialstil ein Palast gebaut. Dessen Sohn starb 1981, das Gebäude wurde danach aufgegeben. Es ist in mäßigem Zustand und zu besichtigen bei Bukindo, acht Kilometer nordwestlich von Nansio.
Am 20. September 2018 kenterte die Fähre Nyerere auf ihrem Weg von der Anlagestelle Bugolora am Nordufer von Ukerewe zur zehn Kilometer nördlich gelegenen Insel Ukara. Als die Fähre nach ihrer einstündigen Überfahrt wenige Meter vor der Anlegestelle Bwisya auf Ukara sank, ertranken 224 Menschen. Die Fähre war mit über 400 Passagieren anstatt der zugelassenen 100 völlig überladen.

## Bevölkerung
Die drei Volksgruppen auf Ukerewe gehören zu den Bantu. Größte Gruppe bilden die Kerewe, die vor allem im Nordwesten der Insel und zum Teil am Südufer des Victoriasees leben. Gefolgt werden sie von den Kara, die vorwiegend auf Ukara, einige auch in Mwanza und an der Südostküste des Sees leben. Als dritte Gruppe gelten die Jita. Sie leben in der Mara-Region und im Osten der Insel. Die Sprachen aller drei Ethnien zählen zur Haya-Jita-Untergruppe der Bantusprachen und haben lexikalische Übereinstimmungen zwischen 60 und über 80 Prozent. Daneben wird auch die Landessprache Swahili verstanden.
1911 wurde die Bevölkerungszahl auf 30.000 geschätzt, vorwiegend Kerewe. Im Jahr 1975 lebten auf Ukerewe 115.627 Einwohner in 56 Dörfern. Die Insel ist dichter besiedelt als das angrenzende Festland. Wird das für 2004 angegebene Bevölkerungswachstum von 2,9 Prozent (welches höher ist als der Landesdurchschnitt 2004 von 2,6 Prozent) zugrunde gelegt, ergibt sich für den Distrikt Ukerewe eine Bevölkerungszahl von 309.000 für 2008. Das sind rund 480 Einwohner pro Quadratkilometer. 2002 lebten im Hauptort Nansio rund 6000 Einwohner. Die übrige Bevölkerung verteilt sich auf 74 Dörfer und Siedlungen im Distrikt, wobei die Insel Ukara traditionell am dichtesten besiedelt ist.

## Geografie

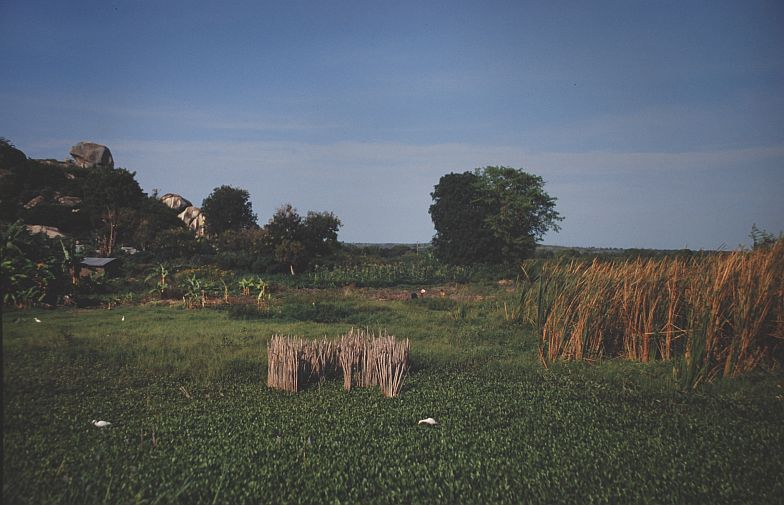
Sumpfgebiet und Felder an der Südwestküste

Ukerewe ist von Nordwesten nach Südosten knapp 50 Kilometer lang und 25 bis 35 Kilometer breit. Die Insel besteht aus einem Granitsockel, von dem an zahlreichen Stellen nackte Rundfelsen herausragen. Darüber bildet eine Schicht sandiger, hellbrauner Böden flache Hügel. Die höchste Erhebung ist mit 172 Meter der Hügel Handebezyo, der im Zentrum der Insel beim Dorf Halwego 10 Kilometer westlich Nansio liegt. Die markante Felsformation und der den Gipfel umgebende Wald waren einst ein durch Könige geschützter Platz, an dem reiche Leute Wertgegenstände deponieren konnten. Nach der Unabhängigkeit des Landes verschwand der Wald, dafür sind heute Ausblick über die Insel und die Geschichte des Hügels Anlass für einen touristischen Ausflug.
Vorherrschend auf der Insel sind offene Grasflächen und Buschland, letzte Waldreste mit insgesamt weniger als 3000 Hektar gibt es noch in der Ebene an der äußersten Westspitze der Insel: ein Kiefernwäldchen (Caribbean Pine) bei Rubya, von dem bis Ende der 1990er Jahre Mwanza noch mit Holz beliefert werden konnte (1997 noch 1816 Hektar) und einige Flecken mit Eukalyptus.
Die durchschnittliche Temperatur beträgt, mit leichten Schwankungen, ganzjährig 21–28 °C. Es gibt zwei Regenzeiten, von Oktober bis Januar und die größere von März bis Mai. Auf der Insel fallen mehr Niederschläge als über dem Festland und eher in Form von lokalen, heftigen Wolkenbrüchen als von Dauerregen. Die Niederschläge betragen im Jahresdurchschnitt rund 1200 Millimeter, weniger im Osten (900 Millimeter), bis zu 1800 Millimeter im Westteil der Insel, welcher bis Anfang des 20. Jahrhunderts noch mit immergrünem Wald bedeckt war. Ganzjährige Oberflächengewässer gibt es seit dem Verschwinden der Wälder nicht mehr. In den letzten Jahren haben die Niederschläge abnehmende Tendenz. Zusammen mit einem absinkenden Wasserspiegel des Victoriasees treten gelegentlich Probleme bei der Trinkwasserversorgung auf.

## Wirtschaft
Über 80 Prozent der Bevölkerung lebt von der Landwirtschaft, 8 Prozent sind Angestellte im öffentlichen oder privaten Bereich, 6 Prozent sind selbstständige Dienstleister und ca. 5 Prozent betreiben Fischfang.

### Ackerbau

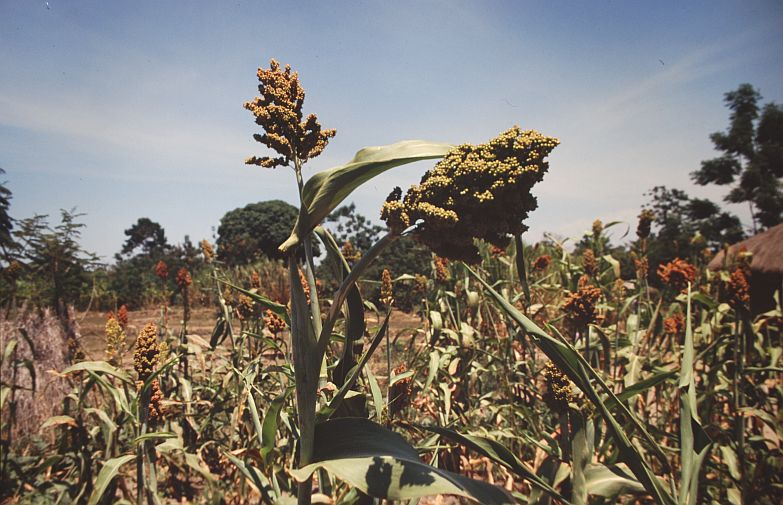
Feld mit Sorghum

Der größte Teil der Bevölkerung betreibt Subsistenzlandwirtschaft auf eng begrenztem Privatland, wobei auf ursprüngliche Art von Hand mit der Hacke umgegraben wird. Landverknappung durch die zunehmende Bevölkerungsdichte führt verstärkt zu Konflikten. Traditionell ist der Anbau von Bananen und Sorghum. Ende des 19. Jahrhunderts gab es mehrere Baumwollpflanzungen. Seit den 1930er Jahren wurde auf kleinbäuerlicher Grundlage Baumwolle auch für den Export angebaut. Die Strukturanpassungspolitik der tansanischen Regierung führte ab Anfang der 1990er Jahre dazu, dass Genossenschaften die Ausgabe von Kunstdünger auf Kredit für Baumwolle einstellten. In der Folge ging der Baumwollanbau, der pro Familie auf durchschnittlich 0,6 Hektar betrieben wurde, wegen der abnehmenden Bodenfruchtbarkeit und wegen unzureichender Vermarktung zurück. Ein Nachteil des Baumwollanbaus auf der Insel ist auch der hohe Flächenbedarf. Die in früheren Jahren dazwischen geschalteten Brachen werden durch den Druck der gestiegenen Bevölkerungszahlen kaum mehr eingehalten. Die Baumwollernte lag 2003/04 noch bei 1886 Tonnen im Distrikt. Als geeignet hat sich die Umstellung auf Orangenanbau erwiesen. Orangen erbrachten im selben Zeitraum einen Ertrag von 74.050 Tonnen. Vom ebenfalls für den Export im Flachland an den Küsten angebauten Reis wurden 4219 Tonnen geerntet.
Die meisten Nahrungsmittel werden indessen für den Verbrauch in der Region angebaut. Die wichtigsten drei sind Cassava (54.143 Tonnen), Mais (26.041 Tonnen) und Süßkartoffel (22.209 Tonnen). Daneben gedeihen Mangos, Zitronen und in Gärten Gemüse. Für 2003 wurde die Zahl von 54.000 Rindern und 32.000 Ziegen angegeben.
Der sinkende Wasserspiegel des Sees macht den Einsatz von mehr und zuverlässiger funktionierenden Pumpen zur Bewässerung erforderlich. Der Antrieb der Pumpen mittels Solarzellen oder Windkraft wird seit 2006 praktisch erprobt. Da ein großer Teil der Arbeiten auf den Feldern von Frauen bewältigt wird, versuchen Entwicklungshilfeorganisationen besonders den Frauen Methoden zum Fischfang und der ökologischen Landwirtschaft zu vermitteln.

### Fischfang

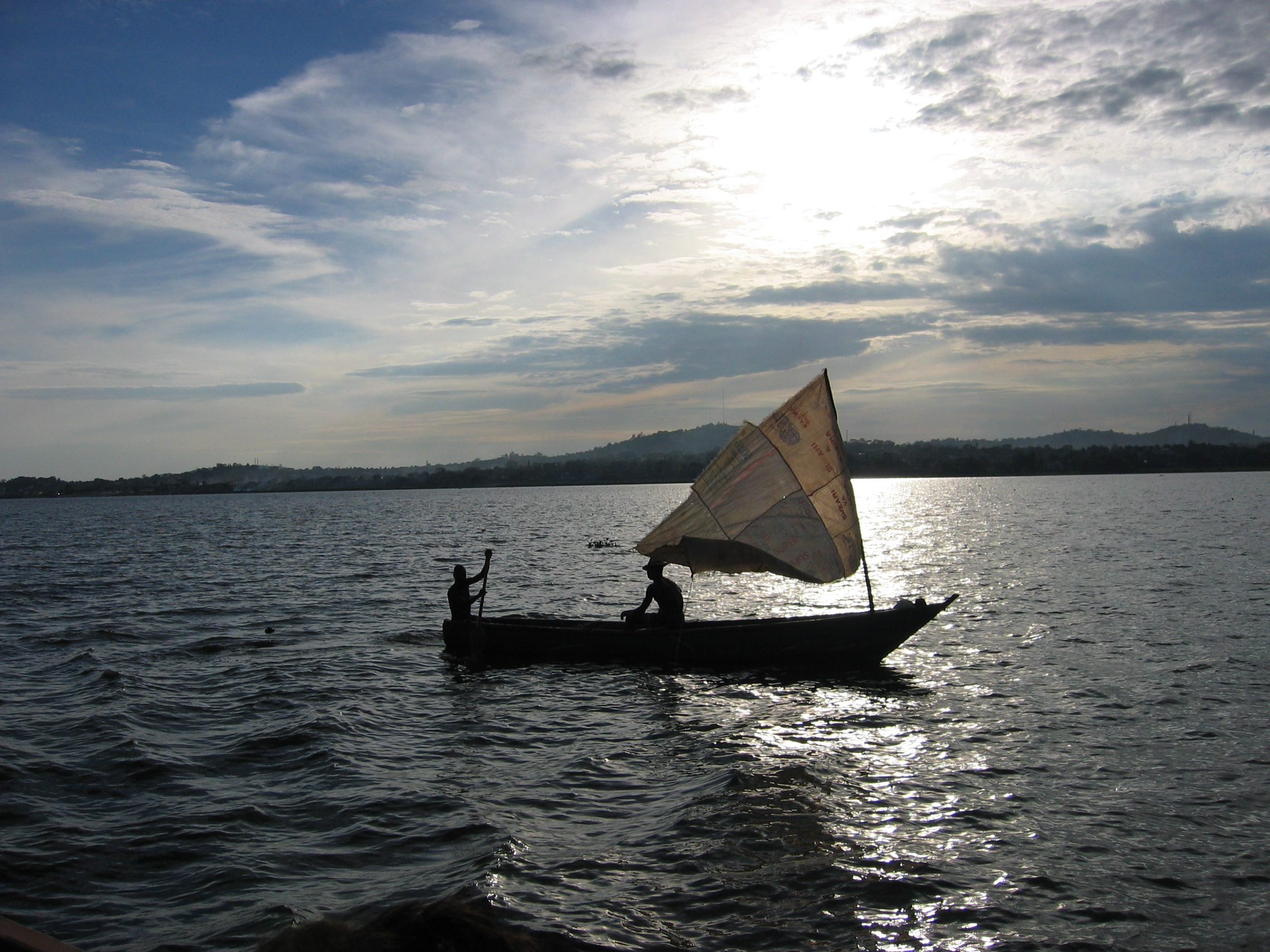
Fischerboot auf dem Victoriasee

Speke beschrieb 1858 auch die Methoden des Fischfangs auf der Insel. Er fand wenige Boote in schlechtem Zustand, die nur in Küstennähe unterwegs waren. Gefischt wurde bis ins 19. Jahrhundert mit Fallen, Korbreusen und Speeren.
Fischfang wird exklusiv von Männern betrieben, während in den Fischverarbeitungsbetrieben mehr Frauen arbeiten, die auch bei der lokalen Vermarktung beteiligt sind. Eine Untersuchung im April 2002 zählte 13.584 mit Fischfang und -verarbeitung beschäftigte Personen im Distrikt Ukerewe. Der Fang beträgt 20.000–30.000 Tonnen pro Jahr. Gefangen werden die endemischen, einst in zahlreichen Arten im See lebenden Furu, Tilapia, die sardinenähnlichen, bis acht Zentimeter langen Dagaa (Rastrineoboia argentea) und Nilbarsche, die sich in den 1980er Jahren rasant ausgebreitet hatten und heute über 50 Prozent des gesamten Fischfangs ausmachen. Rund 75 Prozent der Fischer arbeiten in kleinbetrieblichem Maßstab. Die Fangmethoden richten sich nach den gesuchten Fischarten, in der Regel wird nachts gefischt.
- Traditionelle Fischfallen aus Bambus für Tilapia werden kaum noch verwendet. Dieser Fisch wird mit engmaschigen Netzen gefangen, die im Durchschnitt 68 Meter lang sind und 3,5 Meter nach unten reichen. Nach Auslegen der Netze wird das Wasser aufgewühlt und die fliehenden Fische fangen sich darin.
- Dagaa werden seit Mitte der 1980er Jahre von ein oder zwei Booten zugleich mit Lampen gefischt. Dabei werden feinmaschige runde Netze (senga) mit 1,5 Metern Durchmesser entlang der Felsküsten gezogen, wo keine Strandwaden verwendet werden können. Der Ertrag beträgt pro Mannschaft rund 50 Kilogramm. Zum Dagaa-Fischen werden häufig feinmaschige Netze aus sechs zusammengebundenen Moskitonetzen verwendet, was ein Netzmaß von 35 × 5,5 Metern ergibt, mit dem auch alle Jungfische eingefangen werden.
- Nilbarsch-Fischer sind die ganze Nacht im Bereich 5–10 Kilometer vom Ufer unterwegs. Die Boote sind durchschnittlich sechs Meter lang. Im Jahr 2000 hatten nur wenige einen Außenbordmotor, ein Drittel hatte Segel (kleine Daus). Der Fang beträgt pro Boot normalerweise 200 Kilogramm, die Maschenweite der Netze 18 Zentimeter.
- Verboten und dennoch praktiziert sind der Einsatz von Strandwaden. Das lange Netz wird mit dem Boot in einem weiten Kreis ausgebracht und später von der versammelten Dorfbevölkerung am Ufer an beiden Enden zugleich eingezogen. Alle Kleinfische vom Grund werden dabei mitgefangen.
- Größere Schiffe mit Kühleinrichtung an Bord, die in industriellem Maßstab Fischfang betreiben, operieren von mehreren Stellen der Inselgruppe. Der gefangene Nilbarsch wird in einem Dutzend Verarbeitungsbetrieben in Mwanza für den Export filetiert. Trawler, die Schleppnetze einsetzen, sind auf dem See offiziell verboten, da sie andere Netze zerstören können und ihr Fang unselektiv ist.

### Ökologie
Der Bestand an Nilbarsch sank seit der Jahrtausendwende, ebenso die Anzahl der Fischarten. Mehr als die Hälfte der gefangenen Fische ist zu klein. Die meisten Fischverarbeitungsbetriebe arbeiten deshalb weit unterhalb ihrer Kapazitätsgrenze. Mehrmals in den letzten Jahren wurden von der Europäischen Union, in die über die Hälfte der Fischexporte gehen, Importstopps wegen mangelnder Hygiene (Giftrückstände) verhängt. Zu den ökologischen Problemen im See, die nach dem Einsetzen des Nilbarsches entstanden sind, kommt noch ein Problem an Land: Das Fleisch des Nilbarsches kann wegen seines hohen Fettgehalts nicht an der Sonne getrocknet werden. Die Trocknung auf den üblichen Holzgestellen führt dazu, dass das Fleisch von Maden zerfressen wird. Nilbarsch muss geräuchert werden, die Folge ist ein erhöhter Feuerholzverbrauch.
Ein weiteres schwerwiegendes Problem ist die Verbreitung von Wasserhyazinthen, das bereits 90 Prozent der Küstenlinie betrifft, da deren Oberfläche sich unter idealen Bedingungen pro Tag um 15 Prozent vergrößern kann. Dies hat nicht nur Folgen für die Fischerei, auch die Gefahr von Bilharziose erhöht sich durch die Verkrautung und dadurch bedingte Erwärmung des Wassers. Eine erhöhte Algenzersetzung, bei der weithin eine glatte, gelatineartige, grüne Wasseroberfläche zu sehen ist, führt zu Sauerstoffarmut und kann ein Fischsterben verursachen.

## Tourismus
Von Mwanza besteht eine knapp dreistündige Fährverbindung zum Hauptort Nansio, wo sich Übernachtungsmöglichkeiten befinden. Von der Anlegestelle Rugazi an der Ostspitze der Insel ist mehrmals täglich in einer halben Stunde das gegenüber liegende Musahunga und weiter Bunda zu erreichen. Von Bugolora an der Nordküste besteht eine Verbindung zur Nachbarinsel Ukara. Trotz der Nähe zum Serengeti-Nationalpark ist Tourismus auf der Insel nur in Ansätzen vorhanden. Es gibt theoretische Überlegungen, diese Nähe auszunutzen.
Fahrräder können gemietet werden, geführte Tagestouren werden ebenfalls angeboten. Die Küstenzone im Westen eignet sich zur Vogelbeobachtung. Es könnten Kormorane, Reiher, Kiebitz und an Sandufern Strandläufer oder Stelzen zu sehen sein. Ruhe und traditionelles Landleben anzubieten sind das Ziel eines praktischen Projekts.

## Belletristik
- Das Dorf Kagunguli war Lebensort und ist Inhalt von Aniceti Kiterezas (1896–1981) Romanen. Er ist Enkel von König Machunda. Seine Familiengeschichte über die vorkoloniale Gesellschaft auf Ukerewe mit dem deutschen Titel Die Kinder der Regenmacher hatte er 1945 auf Kikerewe geschrieben, in den 1960er Jahren selbst ins Kiswahili übersetzt, aber zu Lebzeiten nicht veröffentlichen können. 1981 kam das Buch auf Kiswahili heraus, 1990 auf Deutsch.
- Ebenso einfühlsam, aber aus der anderen Richtung, lässt Hans Paasche (1881–1920) in Die Forschungsreise des Afrikaners Lukanga Mukara ins innerste Deutschland einen fiktiven König von Ukerewe während seiner Reise durch Deutschland seine eigenen Urteile über dieses Land von sich geben. Erste Veröffentlichung war 1921.[24]
- Einer der bekanntesten gegenwärtigen Autoren Tansanias ist der im Dorf Namagondo auf Ukerewe geborene Euphrase Kezilahabi (1944–2020). Schauplatz seiner frühen Erzählungen und Gedichte ist Ukerewe. In ihnen beschäftigte er sich mit dem Verlust traditioneller Werte und den gesellschaftlichen Veränderungen nach der Unabhängigkeit durch die Ujamaa-Politik. Kezilahabi war Professor für afrikanische Literatur an der University of Botswana.[25]